# Pamela Weston
Pamela Weston (Londres, Anglaterra, 17 d'octubre de 1921 – 9 de setembre de 2009) va ser una clarinetista, professora i escriptora anglesa.
Va assistir a la "Priors Field School". Després de dos anys a la Royal Academy of Music, va guanyar una beca a la "Guildhall School of Music" abans d'estudiar en privat amb el clarinetista Frederick Thurston. Va ser professora de clarinet al Guildhall des de 1951 fins al 1969. Va organitzar el Congrés de l'Associació Internacional de Clarinet el 1984, el primer que es va celebrar al Regne Unit.
El llegat de Weston continua en forma de beca per a la investigació del clarinet a nivell de doctorat, disponible al "Royal College of Music", que reconeix la preeminència de la institució en aquest àmbit, tant a la pràctica com a la teoria.

## Publicacions
El seu primer llibre, Clarinet Virtuosi of the Past, publicat el 1971, va ser seguit per The Clarinet Teacher's Companion (1976), More Clarinet Virtuosi of the Past (1977), Clarinet Virtuosi of Today (1989) i Yarin's Clarinettists: A Sequel (2002). Weston també va publicar nombrosos articles en revistes professionals associades al clarinet i els seus intèrprets, tant al Regne Unit com a l'estranger.

## Mort
En els seus darrers anys, patint una encefalomielitis miàlgica debilitant, va viatjar a Suïssa per emprendre un suïcidi assistit a l'edat de 87 anys el 2009.